# 马尔热里德
马尔热里德（法語：Margerides，法語發音：[maʁʒəʁid]）是法国科雷兹省的一个市镇，属于于塞勒区。

## 地理
马尔热里德（45°27'12"N, 2°24'0"E）面积11.8 平方千米，位于法国新阿基坦大区科雷兹省，该省份为法国中南部省份，北起上维埃纳省和克勒兹省，西接多爾多涅省，南至洛特省，东临多姆山省和康塔爾省。
与马尔热里德接壤的市镇（或旧市镇、城区）包括：罗什勒佩鲁、博尔附近圣博内、圣维克图尔、萨鲁-圣朱利安。

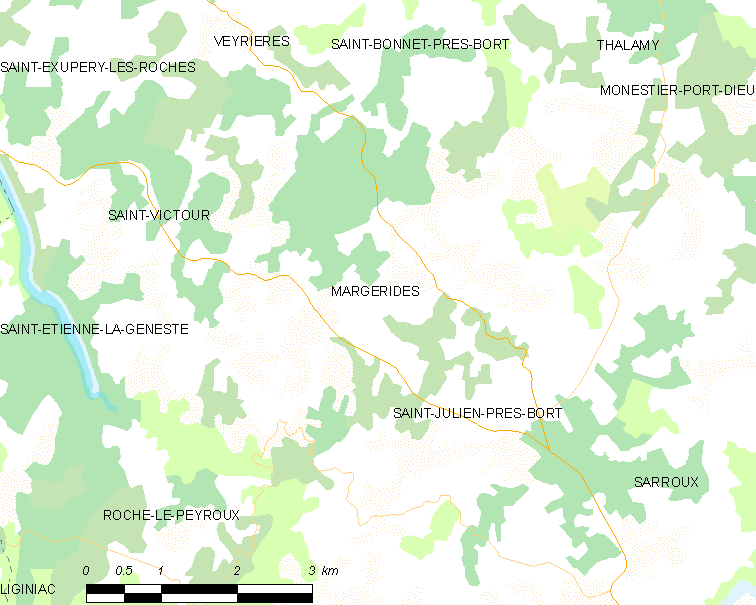
马尔热里德的OSM定位图

马尔热里德的时区为UTC+01:00、UTC+02:00（夏令时）。

## 行政
马尔热里德的邮政编码为19200，INSEE市镇编码为19128。

## 政治
马尔热里德所属的省级选区为上多尔多涅县。

## 人口

1962-2008年间马尔热里德人口变化图示

马尔热里德于2022年1月1日时的人口数量为284人。